# Fatimah Tuggar
Fatimah Tuggar (Kaduna, 15 agosto 1967) è un'artista e scultrice nigeriana.

## Biografia
Nata in Nigeria e residente a New York, Fatimah Tuggar ha studiato alla Yale University, terminando gli studi nel 1992.
Fino ad oggi ha esposto il suo lavoro nei principali centri di arte contemporanea come il Museo di Arte Moderna (MOMA), il New Museum of Contemporary Art e in biennali internazionali come La Biennale di Arte contemporanea di Mosca nel (2005), Palais des Beaux-Arts, Bruxelles (2003), Centre Georges Pompidou (2005), Parigi e la Biennale di Bamako, Mali, 2003.
È stata premiata da diverse istituzioni per il suo lavoro. Tra le principali: The Rema Mann Hort Foundation di New York, Civitella Ranieri Foundation e The Wheeler Foundation, Brooklyn. Il suo lavoro si costituisce di immagini digitali, video, installazioni interattive. Il collage e l'assemblaggio sono denominatore comune delle sue opere e uniscono cultura occidentale e africana.
Le opere spesso rappresentano una sorta di bricolage, che combina due o più oggetti dell'Africa e il loro equivalente occidentale, in relazione a temi tecnologici o di sviluppo (elettricità, infrastrutture, accesso alla cultura e influenze culturali).
Secondo la stessa modalità anche i suoi montaggi riuniscono video e immagini scattate dall'artista stessa con materiale commerciale, pubblicitario e archivistico.
Il significato dei suoi lavori si definisce proprio grazie alla sovrapposizione semantica tra questi elementi del quotidiano.
Il lavoro di Fatimah Tuggar si concentra anche sulla decostruzione come metodo per combattere gli stereotipi percettivi.
I temi trattati dall'artista sono razza, genere e classe; e ruotano attorno al concetto di soggettività.
Fatimah Tuggar partecipa come relatrice a Festivaletteratura 2010.

## Opere
L'artista crea collage digitali tramite la giustapposizione di scene tratte o ispirate alla vita quotidiana, unendo il contesto africano e quello americano. I suoi lavori si centrano sul processo di costruzione di scenari che superano le abitudini visive. Educano ad una nuova conoscenza visuale. Le immagini prodotte negano le nozioni pregresse socialmente condivise, producendo un effetto straniante, tramite l'inserimento di elementi nuovi e atipici in uno scenario tipico.
Il risultato è un'opera multimediale, basata sulle tecnologie informatiche e sulla manipolazione delle immagini tramite software specifici, quali Adobe Photoshop e AfterEffects. Il processo produttivo è caratterizzato dal doppio ruolo del supporto che spesso è anche protagonista del prodotto artistico.
Fatimah Tuggar utilizza la tecnologia con la doppia valenza di forma e contenuto dell'opera e ne analizza il ruolo economico e culturale, in relazione al contesto geografico.
Il suo lavoro visionario tratta i temi legati a etnicità, tecnologia e cultura post-coloniale, concentrandosi sulla trasversalità geografica e culturale di alcuni elementi, senza inserire però alcun messaggio didattico.
Esempio del lavoro di Fatimah Tuggar è la scultura del 1996 Turntable, nella quale la Tuggar utilizza la rafia per riprodurre i dischi di vinile.
L'opera parla dell'influenza che il grammofono ha portato nel linguaggio comune.
La somiglianza fisica tra il vinile e il fai-fai ha fatto sì che, in diverse lingue nord nigeriane, il disco di vinile venisse chiamato disco di raffia.

## Mostre e esposizioni
- 2002 	 	Changing Space, Art Production Fund, New York, Web Project (Personale)
- 2002 	 	Video Room, Art & Public, Ginevra, Svizzera (Personale)
- 2002 	 	The Avram Gallery, Southampton Collage, Long Island University, USA (Personale)
- 2001 	 	Tempo, Museum of Modern Art, New York, USA
- 2001 	 	Empire/State: Artist Engaging Globalization, Whitney Museum of American Art, Independent Study Program
- 2001 	 	Africaine, The Studio Museum in Harlem, New York, USA
- 2000 	 	A Work in Progress, New Museum of Contemporary Art, New York, USA
- 2000 	 	Poetics and Power, Cleveland Center for Contemporary Art, USA
- 2000 	 	Crossing the Line, Queens Museum of Art, New York, USA
- 2000 	 	The New World, The Vices and Virtues, Bienalle di Valencia, Spagna - Bienal da Maia 2001, Porto, Portogallo
- 2000 	 	Celebrations, Galeria Joao Graça, Lisbona, Portogallo (Personale)
- 2000 	 	At the Water Tap, Greene Naftali Gallery, New York, USA (Personale)
- 2000 	 	Fusion Cuisine, Le Musee Chateau, Annecy, France, “Fusion Cuisine”, Screening (Personale)
- 2000 	 	Fusion Cuisine & Tell Me Again, The Kitchen, New York, USA, Art & Public, Ginevra, Svizzera (Personale)
- 1999 	 	The Passion and The Wave, 6ª Biennale Internazionale di Istanbul, Istanbul
- 1999 	 	Brooklyn Museum of Art, New York, USA, “Beyond Technology”
- 1998 	 	Village Spells, Plexus.org (Personale)